# Émile Deroy
Émile Deroy (Parigi, 1820 – Parigi, 10 maggio 1846) è stato un pittore francese.

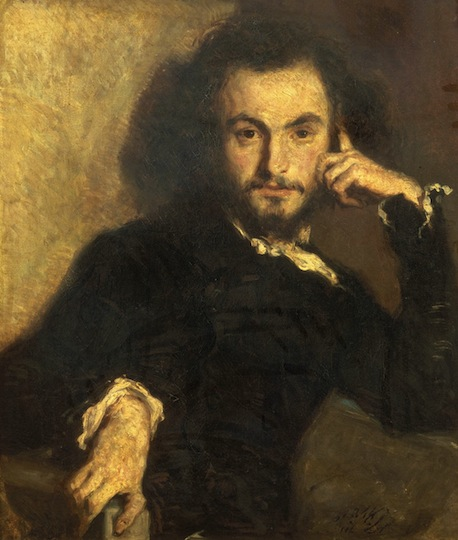
Ritratto di Charles Baudelaire, 1844

Figlio del litografo Isidore Deroy, è stato allievo di Eugène Delacroix, nonché amico di Théodore de Banville, Pierre Dupont e di Charles Baudelaire, per il quale eseguì un celebre ritratto nel 1844, la sua opera più conosciuta e rappresentativa. Ha dipinto altri ritratti sullo stesso stile, tra cui la Petite mendiante rousse, opera esposta al Museo del Louvre.